# Ed Yost
Ed Yost (Bristow, 30 giugno 1919 – Vadito, 27 maggio 2007) è stato un inventore statunitense delle moderne mongolfiere ad aria calda generata da bruciatori di gas, tipicamente propano, con involucro leggero in nylon o altro tessuto sintetico. Ha lavorato per la divisione di ricerca ad alta quota della General Mills quando ha contribuito a lanciare la Raven Industries nel 1956.